# Kvithamaren
Der Kvithamaren (norwegisch für Weißer Hammer) ist ein Kliff im ostantarktischen Königin-Maud-Land. Dieses liegt unmittelbar östlich des Bergs Slokstallen im Mühlig-Hofmann-Gebirge.
Norwegische Kartografen gaben dem Kliff seinen Namen und kartierten es anhand von Vermessungen und Luftaufnahmen der Dritten Norwegischen Antarktisexpedition (1956–1960).